# Gonçalo Ribeiro (football)
Pour les articles homonymes, voir Azevedo et Ribeiro.
Azevedo Ribeiro est un nom portugais ; le premier nom de famille (d'usage facultatif) est Azevedo et le second est Ribeiro.
Gonçalo Miguel Azevedo Ribeiro, né le 15 janvier 2006 à Vila Nova de Gaia, est un footballeur portugais qui joue au poste de gardien de but au FC Porto B.

## Biographie

### Carrière en club
Né à Vila Nova de Gaia au Portugal, Gonçalo Ribeiro est formé par le FC Porto, où il signe son premier contrat professionnel avec Porto le 8 avril 2022. Il commence sa carrière professionnelle en championnat du Portugal de deuxième division, jouant son premier match avec l'équipe reserve du club le 14 août 2022, lors d'une victoire 3-2 en Liga Portugal 2 contre le B-SAD, devenant le plus jeune gardien de but de l'histoire de la division.

### Carrière en sélection
En juin 2023, Gonçalo Ribeiro est convoqué avec l'équipe du Portugal des moins de 19 ans pour participer au Championnat d'Europe des moins de 19 ans qui a lieu en juillet à Malte. Le Portugal atteint la finale de la compétition après sa victoire face à la Norvège (5-0),,.

## Palmarès
Portugal -19 ans
- Championnat d'Europe
  - Finaliste en 2023